# Лонгвю (Вашингтон)
Лонгвю (на английски: Longview) е град в окръг Каулиц, щата Вашингтон, САЩ. Лонгвю е с население от 35 570 жители (2006) и обща площ от 36,5 km². Намира се на 6 m надморска височина. ЗИП кодът му е 98632, а телефонният му код е 360.